# 庆善君
慶善君（韓語：경선군，1636年4月30日（三月二十五）—1648年11月2日（九月十八）），幼名李石鐵，諱李栢（韓語：이백）。朝鮮王朝時代王族宗室。

## 生平
李栢是昭顯世子李𣳫的長子、仁祖李倧嫡長孫，愍懷嬪姜氏所生，有同母弟妹慶淑郡主、慶完君李石磷、慶寧郡主、慶順郡主李正溫和慶安君李檜。
仁祖二十四年（1646年）發生姜嬪之獄（韓語：강빈지옥），李石鐵的母親愍懷嬪遭賜死，而李石鐵、李石磷、李石堅三兄弟就在次年（1647年）發配到在濟州。不久，他就在仁祖二十六年（1648年）九月去世，年僅13歲（虛歲）。
孝宗十年（1656年），孝宗追復他為慶善君，贈名李栢。到高宗八年（1871年），贈諡為孝憲（韓語：효익）；同時朝廷以他的弟弟慶安君的次子李熀為其嗣子。

## 家族關係
- 養子：臨城君李熀（韓語：임성군 이엽）
  - 養孫：密南君李堪（韓語：밀남군 이감）临昌君李焜的儿子

## 附註
1. ↑  《孝宗實錄》8卷·三年正月十五條
2. ↑  《仁祖實錄》48卷·二十五年五月十三條
3. ↑  《仁祖實錄》49卷·二十六年九月十八條
4. ↑  《孝宗實錄》21卷·十年閏三月初四條
5. ↑  《高宗實錄》8卷·八年三月十六條
6. ↑  《璿源系譜紀略》14卷·仁祖大王